# Soldier, Kansas
Soldier är en ort i Jackson County i Kansas. Vid 2010 års folkräkning hade Soldier 136 invånare.